# Gamsriesenturm
Il Gamsriesenturm si trova nei Monti del Dachstein e nasce dalla cresta laterale che corre a nord-est del Niederer Flachkogel terminando nel Gredlkogel e separa il Weitkar o Weitschartenkar dal Gamsriese.

## Percorsi
La via normale facile e segnalata parte dal lago Gosausee sullo Steiglweg (Sommerweg, n. 612) fino alla Scharwandhütte e ancora un breve tratto lungo il sentiero finché a destra si apre il Gamsriese tra Gredlkogel e Steigkogel. Prima che il sentiero giri a sinistra su un costone prominente, si sale da una depressione nel Gamsriese. Alla sua destra, la parte settentrionale fino ai piedi della Gamsriesenturm. Ripidi burroni (entrambi fino a quasi 45 gradi) corrono a sinistra e a destra della torre. Entrambi sono accessibili, quello di destra è più largo, ma la salita alla vetta dalla fine del canalone non è semplicissima.
Il canale di sinistra è più stretto, ma facilmente percorribile e lo si risale fino al varco. Circa a metà del canale si apre sulla destra uno stretto canale secondario, sovrastato dal suggestivo Gamsriesenmanndl. Dalla forcella, dapprima pochi metri sotto la cresta fino alla vetta sudovest (1.959 m), si scende con aria aerea in una forcella e attraverso un canale a forma di diedro che conduce alla vetta principale fino al punto più alto.